# Dichodontium subulatifolium
Dichodontium subulatifolium là một loài Rêu trong họ Dicranaceae. Loài này được (R. Br. bis) Broth. mô tả khoa học đầu tiên năm 1901.